# Azerbaïdjan aux Jeux olympiques d'hiver de 2022
L'Azerbaïdjan  participe aux Jeux olympiques d'hiver de 2022 à Pékin en Chine du 9 au 20 février 2022. Il s'agit de sa septième participation à des Jeux d'hiver.

## Résultats en patinage artistique
Lors des championnats du monde en mars 2021, Ekaterina Ryabova avait pu accrocher le top 12 pour rentrer dans les critères de qualification en individuel féminine.
Vladimir Litvintsev décroche lui un deuxième ticket distribué à la suite du trophée Nebelhorn, faisant office d'épreuve de repêchage, en prenant la sixième place du concours masculin.
| Athlète             | Épreuve           | Programme court Danse originale | Programme court Danse originale | Programme libre Danse libre | Programme libre Danse libre | Total  | Total |
| Athlète             | Épreuve           | Points                          | Rang                            | Points                      | Rang                        | Points | Rang  |
| ------------------- | ----------------- | ------------------------------- | ------------------------------- | --------------------------- | --------------------------- | ------ | ----- |
| Vladimir Litvintsev | Individuel hommes | 84,15                           | 18e                             | 155,04                      | 19e                         | 239,19 | 18e   |
| Ekaterina Ryabova   | Individuel femmes | 61,82                           | 16e                             | 118,15                      | 15e                         | 179,97 | 15e   |